# Herbert Agerbeck
Marius Herbert Agerbeck (25. marts 1905 i København-?) var en dansk atlet som var medlem af AIK 95 i København. Han vandt flere DM medaljer i hækkeløb og højdespring sidst i 1920'erne og starten af 1930'erne.
Herbert Agerbeck er farfar til Henrik Agerbeck som spillede fire landskampe på Danmarks fodboldlandshold.

## Danske mesterskaber
- Guld  1933 110 meter hæk 15,7
- Sølv  1932 110 meter hæk 16,6
- Bronze 1931 110 meter hæk 16,0
- Sølv  1930 110 meter hæk 15,8
- Sølv 1928 110 meter hæk 16,9

- Sølv 1929 400 meter hæk 59,9
- Sølv 1928 400 meter hæk 59,1
- Bronze 1927 Højdespring 1,65